# Teorema de Wilson
Texto adaptado dos respectivos artigos em inglês e espanhol.
Em Álgebra e Teoria dos Números, o Teorema de Wilson afirma que um número natural n > 1 é um número primo se, e apenas se, o produto de todos os inteiros positivos menores que n é um múltiplo de n menos um.  Isso quer dizer que (usando a notação da aritmética modular), o fatorial {\displaystyle (n-1)!=1\times 2\times 3\times \cdots \times (n-1)} satisfaz
{\displaystyle (n-1)!\ \equiv \;-1{\pmod {n}}}
exatamente quando n é um número primo. Em outras palavras, qualquer número n é um número primo, somente se, (n - 1)! + 1 é divisível por n.

## História
O teorema foi declarado por Ibn al-Haytham (c. 1000 DC), e, no século 18, por John Wilson. Edward Waring anunciou o teorema em 1770, embora nem ele nem seu aluno Wilson pudessem prová-lo. Lagrange deu a primeira prova em 1771. Há evidências de que Leibniz também estava ciente do resultado um século antes, mas nunca o publicou.

## Exemplos
Para cada um dos valores de n de 2 a 30, a tabela a seguir mostra o número (n - 1)! e o resto quando (n - 1)! é dividido por n. (Na notação da aritmética modular, o resto quando m é dividido por n é escrito como  m mod n.) A cor do fundo é azul para valores primos de n e ouro para valores compostos.
| {\displaystyle n} | {\displaystyle (n-1)!} (sequência A000142 na OEIS) | {\displaystyle (n-1)!\ {\bmod {\ }}n} (sequência A061006 na OEIS) |
| ----------------- | -------------------------------------------------- | ----------------------------------------------------------------- |
| 2                 | 1                                                  | 1                                                                 |
| 3                 | 2                                                  | 2                                                                 |
| 4                 | 6                                                  | 2                                                                 |
| 5                 | 24                                                 | 4                                                                 |
| 6                 | 120                                                | 0                                                                 |
| 7                 | 720                                                | 6                                                                 |
| 8                 | 5040                                               | 0                                                                 |
| 9                 | 40320                                              | 0                                                                 |
| 10                | 362880                                             | 0                                                                 |
| 11                | 3628800                                            | 10                                                                |
| 12                | 39916800                                           | 0                                                                 |
| 13                | 479001600                                          | 12                                                                |
| 14                | 6227020800                                         | 0                                                                 |
| 15                | 87178291200                                        | 0                                                                 |
| 16                | 1307674368000                                      | 0                                                                 |
| 17                | 20922789888000                                     | 16                                                                |
| 18                | 355687428096000                                    | 0                                                                 |
| 19                | 6402373705728000                                   | 18                                                                |
| 20                | 121645100408832000                                 | 0                                                                 |
| 21                | 2432902008176640000                                | 0                                                                 |
| 22                | 51090942171709440000                               | 0                                                                 |
| 23                | 1124000727777607680000                             | 22                                                                |
| 24                | 25852016738884976640000                            | 0                                                                 |
| 25                | 620448401733239439360000                           | 0                                                                 |
| 26                | 15511210043330985984000000                         | 0                                                                 |
| 27                | 403291461126605635584000000                        | 0                                                                 |
| 28                | 10888869450418352160768000000                      | 0                                                                 |
| 29                | 304888344611713860501504000000                     | 28                                                                |
| 30                | 8841761993739701954543616000000                    | 0                                                                 |

## Provas

### Usando aritmética modular
Por contradição, suponha que, para um número p ≥ 2, que não é primo, cumpre-se a expressão:
{\displaystyle (p-1)!\equiv -1{\pmod {p}}}
Dado que p não é primo, existe a ∈ {2, ... , p - 1} tal que a | p, ou seja, mcd(a, p) ≠ 1. A expressão anterior pode ser reescrita como
{\displaystyle a\cdot \alpha \equiv -1{\pmod {p}}}
sendo
{\displaystyle \alpha =\prod _{1\leq k<p \atop k\neq a}k=1\cdot 2\cdots (a-1)\cdot (a+1)\cdots (p-2)\cdot (p-1).}
Aproveitando o fato de que (-1)2 = 1 (mod p), tem-se que (a · a)2 = (-1)2 = 1 (mod p). Pode-se deduzir, então, que a2 tem inverso multiplicativo no módulo p, o qual não pode ser verdadeiro pois mcd(a2, p) ≠ 1, de maneira que a suposição inicial de que p não é primo, é falsa.

### Usando teoria de grupos
Esta demonstração usa o fato de que se p é um número primo, então o conjunto de números G = (Z/pZ)× = {1, 2, ... p - 1} forma un grupo sob multiplicação. Isto significa que, para cada elemento a de G, há um único inverso multiplicativo b em G tal que ab = 1 (mod p).  Se a = b (mod p), então a2 = 1 (mod p), que se pode fatorar em  a2 - 1 = (a + 1)(a - 1) = 0 (mod p), e, posto que p é primo, então a = 1 ou -1 (mod p), por exemplo a = 1 ou a = p - 1.
Em outras palavras, 1 e p - 1 são, cada um seu próprio inverso, mas para qualquer outro elemento de  G há um inverso também em G, assim que,  se tomamos todos os elementos de G em pares e multiplicamos todos eles juntos, o produto será igual a -1 (módulo p). Por exemplo, se p = 11, teremos que:
{\displaystyle 10!=1(10)(2\cdot 6)(3\cdot 4)(5\cdot 9)(7\cdot 8)\ \equiv \ -1\ ({\mbox{mod}}\ 11).\,}
As propriedades comutativas e associativas são usadas no procedimento acima. Todos os elementos do produto anterior terão a forma g g -1  = 1 (mod p) exceto 1  (p - 1), que estão no princípio do produto.
Se p = 2, o resultado é trivial e imediato.
Para demonstrar o inverso do teorema (ver a seção seguinte), suponhamos que a congruência cumpre-se para um número composto n. Note-se, então, que n tem um  divisor próprio| d com 1 < d < n.  Claramente, d divide (n - 1)!  mas, pela congruência, d também divide a (n - 1)! + 1, então d divide 1, e se chega a uma contradição.

### Usando polinômios
Seja p um número primo. Consideremos o polinômio:
{\displaystyle g(x):=(x-1)(x-2)\cdots (x-(p-1)).\,}
Recordemos que se f(x) é um polinômio não nulo de grau d sobre um  corpo F, então f(x) tem um máximo de d raízes em F, e recordemos que o conjunto de todos os restos módulo um primo, com as operações de soma y multiplicação, é um corpo. Agora, sendo g(x) 
{\displaystyle f(x):=g(x)-(x^{p-1}-1).\,}
Como os coeficientes de ordem superior se cancelam, f(x) é um polinômio de grau p - 2 no máximo.  Portanto, se tomarmos restos módulo p, f(x) terá no máximo p - 2 raízes módulo p. No entanto, tendo em vista a definição de f(x), segue-se, do Pequeno Teorema de Fermat, que todo elemento 1, 2, ..., p - 1 é uma raiz de f(x) (portanto, a fortiori, é uma raiz de f(x) módulo p). Isto é impossível, a menos que  f(x) seja identicamente zero módulo p, ou seja, a menos que cada coeficiente de  f(x) seja divisível por p.
Uma vez que o termo constante de f(x) é justamente (p - 1)! + 1.

## Recíproca
O inverso do Teorema de Wilson Diz que para qualquer número composto n > 5, 
n divide (n - 1)!.
Deixamos o caso n = 4, para o qual 3! não é divisível por 4 (é apenas divisível por 2).
De fato, se q é um fator primo de n, tal que n = qa, os números
1, 2, ..., n - 1
incluindo a - 1 múltiplos de q.  Portanto, as potências de q que dividem o fatorial são ao menos n/q - 1; e as potências que dividem n são no máximo
log n/log q.
A inequação:
log n/log q = n/q - 1
É verdade em geral, exceto para o caso q = 2 e n = 4.

## Teste de primalidade
O Teorema de Wilson não se utiliza como teste de primalidade na prática, uma vez que que para calcular (n - 1)! módulo n para um número n grande é caro (do ponto de vista computacional), e se conhecem testes mais simples e rápidos.
Usando o Teorema de Wilson, tem-se que, para cada número primo p:
{\displaystyle 1\cdot 2\cdots (p-1)\ \equiv \ -1\ ({\mbox{mod}}\ p)}
{\displaystyle 1\cdot (p-1)\cdot 2\cdot (p-2)\cdots n\cdot (p-n)\ \equiv \ 1\cdot (-1)\cdot 2\cdot (-2)\cdots n\cdot (-n)\ \equiv \ -1\ ({\mbox{mod}}\ p)}
onde p = 2n + 1. Isto se torna
{\displaystyle \prod _{j=1}^{n}\ j^{2}\ \equiv (-1)^{n+1}\ ({\mbox{mod}}\ p).}
Assim, a primalidade do número se determina mediante os resíduo quadrático de p. Na verdade, isso pode ser usado para provar parte de outro resultado famoso:  -1  é um quadrado (resíduo quadrático) mod p se p = 1 (mod 4).  Para a suposição, p = 4k + 1 para algum inteiro k.  Então, tomando n = 2k e substituindo, conclui-se que:
{\displaystyle \left(\prod _{j=1}^{2k}\ j\right)^{2}=\prod _{j=1}^{2k}\ j^{2}\ \equiv (-1)^{2k+1}\ =-1\ ({\mbox{mod}}\ p).}
O teorema de Wilson foi usado para gerar fórmulas para números primos, mas é muito lento para ter qualquer valor prático.